# F.T. Island
F.T. Island (hangul: 에프티 아일랜드) är ett sydkoreanskt rockband bildat år 2007 av FNC Entertainment.
Gruppen består av de fem medlemmarna Honggi, Jonghoon, Jaejin, Seunghyun och Minhwan.

## Medlemmar
| Namn            | Namn      | Födelsedatum     | Medlemstid |
| Romanisering    | Hangul    | Födelsedatum     | Medlemstid |
| Nuvarande       | Nuvarande | Nuvarande        | Nuvarande  |
| --------------- | --------- | ---------------- | ---------- |
| Lee Hong-gi     | 이홍기    | 2 mars 1990      | 2007-idag  |
| Choi Jong-hoon  | 최종훈    | 7 mars 1990      | 2007-idag  |
| Lee Jae-jin     | 이재진    | 17 december 1991 | 2007-idag  |
| Song Seung-hyun | 송승현    | 21 augusti 1992  | 2009-idag  |
| Choi Min-hwan   | 최민환    | 11 november 1992 | 2007-idag  |
| Tidigare        |           |                  |            |
| Oh Won-bin      | 오원빈    | 26 mars 1990     | 2007-2009  |

## Diskografi

### Studioalbum
| Datum       | Albumtitel                  | Topplacering          | Topplacering   |
| Datum       | Albumtitel                  | Sydkorea (Gaon Chart) | Japan (Oricon) |
| Koreanska   | Koreanska                   | Koreanska             | Koreanska      |
| ----------- | --------------------------- | --------------------- | -------------- |
| 7 jun 2007  | Cheerful Sensibility        | 6                     | —              |
| 22 aug 2008 | Colorful Sensibility        | —                     | —              |
| 17 okt 2008 | Colorful Sensibility Part 2 | —                     | —              |
| 16 jul 2009 | Cross & Change              | —                     | —              |
| 10 sep 2012 | Five Treasure Box           | 1                     | —              |
| 23 mar 2015 | I Will                      | 1                     | —              |
| 18 jul 2016 | Where's the Truth?          | 1                     | 22             |
| 7 jun 2017  | Over 10 Years               | 2                     | 34             |
| Japanska    |                             |                       |                |
| 16 dec 2009 | So Long, Au Revoir          | —                     | 95             |
| 15 apr 2010 | Japan Special Album Vol. 1  | —                     | —              |
| 18 maj 2011 | Five Treasure Island        | —                     | 1              |
| 16 maj 2012 | 20 (Twenty)                 | —                     | 4              |
| 5 jun 2013  | Rated-FT                    | —                     | 3              |
| 28 maj 2014 | New Page                    | —                     | 6              |
| 13 maj 2015 | 5.....Go                    | —                     | 3              |
| 6 apr 2016  | N.W.U                       | —                     | 3              |
| 12 apr 2017 | United Shadows              | —                     | 3              |
| 11 apr 2018 | Planet Bonds                | —                     | 5              |

### EP-skivor
| Datum       | Albumtitel                      | Topplacering          | Topplacering   |
| Datum       | Albumtitel                      | Sydkorea (Gaon Chart) | Japan (Oricon) |
| Koreanska   | Koreanska                       | Koreanska             | Koreanska      |
| ----------- | ------------------------------- | --------------------- | -------------- |
| 11 feb 2009 | Jump Up                         | —                     | —              |
| 25 aug 2010 | Beautiful Journey               | 2                     | —              |
| 24 maj 2011 | Return                          | 1                     | —              |
| 10 okt 2011 | Memory in FTISLAND              | 2                     | —              |
| 31 jan 2012 | Grown-Up                        | 1                     | —              |
| 23 sep 2013 | Thanks to                       | 2                     | —              |
| 18 nov 2013 | The Mood                        | 1                     | —              |
| Japanska    |                                 |                       |                |
| 7 jun 2008  | Prologue of F.T. Island: Soyogi | —                     | 124            |

### Singlar
| År        | Titel                 | Topplacering          | Topplacering   |
| År        | Titel                 | Sydkorea (Gaon Chart) | Japan (Oricon) |
| Koreanska | Koreanska             | Koreanska             | Koreanska      |
| --------- | --------------------- | --------------------- | -------------- |
| 2007      | "Lovesick"            | 1                     | —              |
| 2007      | "Thunder"             | 1                     | —              |
| 2007      | "Until You Come Back" | 1                     | —              |
| 2008      | "After Love"          | 3                     | —              |
| 2008      | "Heaven"              | —                     | —              |
| 2009      | "Bad Woman"           | —                     | —              |
| 2009      | "I Hope"              | —                     | —              |
| 2009      | "Love Letter"         | 1                     | —              |
| 2010      | "Love Love Love"      | 1                     | —              |
| 2011      | "Hello Hello"         | 6                     | —              |
| 2011      | "Like Birds"          | 20                    | —              |
| 2012      | "Severely"            | 3                     | —              |
| 2012      | "I Wish"              | 8                     | —              |
| 2013      | "Memory"              | 17                    | —              |
| 2013      | "Madly"               | 15                    | —              |
| 2015      | "To the Light"        | 84                    | —              |
| 2015      | "Pray"                | 21                    | —              |
| 2016      | "Take Me Now"         | 102                   | —              |
| 2017      | "Lovesick"            | 18                    | —              |
| 2017      | "Wind"                | 67                    | —              |
| Japanska  |                       |                       |                |
| 2008      | "The One"             | —                     | 24             |
| 2009      | "I Believe Myself"    | —                     | 51             |
| 2009      | "Raining"             | —                     | 69             |
| 2010      | "Flower Rock"         | —                     | 4              |
| 2010      | "Brand-new Days"      | —                     | 11             |
| 2010      | "So Today..."         | —                     | 8              |
| 2011      | "Satisfaction"        | —                     | 2              |
| 2011      | "Let It Go!"          | —                     | 4              |
| 2011      | "Distance"            | —                     | 4              |
| 2012      | "Neverland"           | —                     | 10             |
| 2012      | "Top Secret"          | —                     | 6              |
| 2012      | "Polar Star"          | —                     | 4              |
| 2013      | "You Are My Life"     | —                     | 5              |
| 2013      | "Shiawase Theory"     | —                     | 5              |
| 2014      | "Beautiful"           | —                     | 8              |
| 2014      | "Mitaiken Future"     | —                     | 5              |
| 2014      | "To the Light"        | —                     | 8              |
| 2015      | "Puppy"               | —                     | 3              |
| 2016      | "Just Do It"          | —                     | 8              |